# Alarm (film)
Alarm è un film thriller irlandese del 2008 diretto da Gerard Stembridge. È riconducibile al genere psicologico in quanto scorre sul filo del sospetto mettendo in discussione la stabilità mentale dei personaggi. Nel cast principale è presente Aidan Turner nel suo primo ruolo in un lungometraggio.

## Trama
Molly si è appena trasferita in una piccola casa nella periferia di Dublino. È un passo decisamente importante per lei che ha sempre avuto paura di vivere da sola da quando è stata testimone dell'omicidio di suo padre durante un furto in abitazione. Alla festa di inaugurazione Molly rivede Mal, un suo ex compagno di scuola per cui aveva una cotta ai tempi del liceo. Fra i due scatta qualcosa e presto formano una coppia. Nella sua convivenza con Mal, Molly si sente finalmente sicura ma il clima di serenità viene messo a dura prova quando in casa ritornano i ladri. Su consiglio del suo psichiatra, Molly fa dunque installare un impianto di allarme, tuttavia i furti continuano a ripresentarsi e la ragazza inizia a sospettare che qualcuno vicino a lei possa essere implicato.

## Distribuzione
Il film è stato presentato al Galway Film Fleadh nel luglio 2008 e distribuito nelle sale cinematografiche irlandesi il 7 novembre dello stesso anno. Un'edizione statunitense del DVD è uscita il 30 novembre 2010.